# AEK Aten FC
AEK FC är en grekisk fotbollsklubb från Aten. Klubben grundades 1924 av grekiska immigranter från Konstantinopel (numera Istanbul) i Turkiet. Förkortningen AEK står för grekiska: Αθλητική Ένωσις Κωνσταντινουπόλεως, Athlitiki Enosis Konstantinoupoleos, vilket betyder "Konstantinopelska idrottsföreningen". AEK har även lag i basket, handboll och volleyboll.
AEK FC är en av Greklands mest anrika fotbollsklubbar. Tillsammans med Olympiakos och Panathinaikos kallas de för "de tre", eftersom de av många anses vara de största grekiska fotbollslagen. AEK är känt för sitt publikengagerande spel och sina höga publiksiffror. 
Under EM 2004, som Grekland vann, fanns fem AEK-spelare med i truppen: Michalis Kapsis, Kostas Katsouranis, Theodoros Zagorakis, Vassilis Lakis och Vassilios Tsiartas.
Fotbollsklubbens största supporterförening heter Original 21, och är en av Greklands största supporterföreningar.
I utlandet är klubben mer känd som AEK Aten, vilket också är namnet som används i Europaspel eftersom enbart bokstavskombinationer inte tillåts som namn av UEFA. Klubbens egentliga namn innehåller emellertid inget "Aten".

## Historia

### Etablering och tidiga år (1924–1944)
Den stora grekiska befolkningen i Konstantinopel, inte olikt den i de andra osmanska stadskärnorna, fortsatte sina atletiska traditioner i form av många atletiska klubbar. Klubbar som Énosis Tatávlon (Ένωσις Ταταύλων) och Iraklís (Ηρακλής) från Tatavla-distriktet, Mégas Aléxandros (Μέγας Aλέξανδρος)  från Galata, och Olympiás (Ολυμπιάς) från Therapia existerade för att främja grekiska atletiska och kulturella ideal. Dessa var bland ett dussin grekisk-stödda klubbar som dominerade stadens sportlandskap under åren före första världskriget. Efter kriget, med tillströmningen av främst franska och brittiska soldater till Konstantinopel, deltog många av stadens klubbar i regelbundna tävlingar med lag bildade av utländska trupper. Taxim, Pera och Tatavla blev skådeplatsen för veckovisa tävlingar inom inte bara fotboll, utan även friidrott, cykling, boxning och tennis.
Fotbollen i staden dominerades av Énosis Tatávlon och Ermís. Ermís, en av de mest populära sportklubbarna, bildades 1875 i det grekiska samhället Pera (Galata). Känd som "Pera" sedan mitten av 1880-talet, och "Det grekiska fotbollslaget" när dess fotbollsavdelning bildades 1914, tvingades dom byta namn till "Pera Sports Club" och sedan "Beyoğluspor Kulübü" 1923. Många av dess idrottare, och de från de flesta andra idrottsklubbar, flydde under befolkningsutbytet i slutet av det grekisk-turkiska kriget och bosatte sig i Aten och Thessaloniki.
Grundarna av AEK – en grupp konstantinopolitiska flyktingar (bland dem före detta idrottare från Pera Sports Club och de andra konstantinopolitiska klubbarna) – träffades i atletbutiken "Lux" som ägdes av Emilios Ionas och Konstantinos Dimopoulos på Veranzerou Street, i centrum av Aten och skapade AEK. Deras avsikt var att skapa en klubb som tillhandahöll atletiska och kulturella avledningar för de tusentals övervägande konstantinopolitiska och anatoliska flyktingar som hade bosatt sig i de nya förorterna till Aten (inklusive Nea Filadelfeia, Nea Ionia, Nea Chalkidona, Nea Smyrni).
Det första AEK-laget var: MV: Kitsos, B: Ieremiadis, B: Asderis, MF: Kechagias, MF: Paraskevas, MF: Dimopoulos, MF: Karagiannides, ANF: Baltas, ANF: Milas, ANF: Iliades och ANF: Georgiades. AEK spelade sin första match mot Aias Athinon i november 1924 och vann med 2–0.
AEK:s fotbollslag växte snabbt i popularitet under 1920-talet och överskred de redan etablerade Aten-baserade flyktingklubbarna (Panionios, Apollon Smyrnis etc.), främst tack vare den stora poolen av invandrare som drogs till klubben, betydelsen av namnet "Konstantinopel" för många flyktingar och greker, plus, till en liten del, de politiska kopplingarna och rikedomen hos flera av klubbens styrelsemedlemmar. Eftersom AEK inte hade någon fotbollsplan spelade AEK de flesta av sina tidiga matcher på olika platser runt om i Aten, inklusive området kring Zeustemplet och Leoforos Alexandras Stadium.
AEK:s första president, Konstantinos Spanoudis (1871–1941), en journalist och medarbetare till premiärministern Eleutherios Venizelos, begärde att regeringen skulle avsätta mark för etablering av en idrottsplats. 1926 skänktes mark i Nea Filadelfeia, som ursprungligen var avsatt för flyktingbostäder, till att användas som träningsplats för idrottsverksamhet för flyktingar. AEK började använda marken för träning, om än inofficiellt.
1928 inledde fotbollsklubbarna Panathinaikos, Olympiacos och AEK en tvist med det nystartade fotbollsförbundet Elliniki Podosferiki Omospondia (EPO) och beslutade sig för att bryta sig ur Atens regionala liga och bildade en allians kallad POK. Under tvisten anordnade POK vänskapsmatcher mot varandra och flera kontinentaleuropeiska klubbar. Tvisten avslutades 1929 och AEK, tillsammans med de andra POK-klubbarna, gick in i Elliniki Podosferiki Omospondia (EPO) igen. 
1930 skrevs platsen där AEK tränade officiellt över till klubben. Klubbens president, Venizelos, godkände snart planerna på att bygga det som skulle bli AEK:s hemmaplan under de kommande 70 åren, AEK Stadium. Den första hemmamatchen, i november 1930, var en uppvisningsmatch mot Olympiacos som slutade oavgjort 2–2. 
1932 vann AEK sin första grekiska cuptitel och slog Aris med 5–3 i finalen. Laget stoltserade med ett antal stjärnspelare som Kostas Negrepontis (en veteran från den ursprungliga Pera Club of Constantinople), Kleanthis Maropoulos, Tryfon Tzanetis, Michalis Delavinias, Giorgos Mageiras och Spyros Sklavounos. 
Klubben vann en dubbel 1939 genom att vinna sin första titel i grekiska mästerskapet och även grekiska cupen. Under tidigare spelaren Kostas Negrepontis som huvudtränare vann AEK även det grekiska mästerskapet 1940.

### 1960–1974: Nestoridis-Papaioannou-eran
Med Kostas Nestoridis (bäst målskytt 5 säsonger i rad, från 1958 till 1963) och värvningen av anfallaren Mimis Papaioannou (klubbens bästa målskytt och rekordslagare genom tiderna) 1962, gick AEK vidare för att vinna mästerskapet 1962–63. 
Papaioannou, känd som "Mimis" av AEK-supportrarna, gjorde två mål i slutspelet 1963 mot Panathinaikos, utjämnade ställningen till 3–3 och gav AEK sitt första mästerskap sedan efterkrigstiden på fler gjorda mål. Laget tränades av ungersk-tyska Jenő Csaknády och laget bestod av Stelios Serafidis, Miltos Papapostolou och Andreas Stamatiadis. Ungdomar som Alekos Sofianidis, Stelios Skevofilakas, Giorgos Petridis och Manolis Kanellopoulos spelade en betydande roll i det segerrika året 1963. Klubben följde upp med cupsegrar 1964 och 1966. Med Csaknádys återkomst som tränare 1968 och tillskott av stora spelare som Kostas Nikolaidis, Giorgos Karafeskos, Panagiotis Ventouris, Fotis Balopoulos, Spyros Pomonis, Alekos Iordanou, Nikos Iordanou, Stathopoulos och Andreas Papaemmanouil, vann AEK mästerskapet 1967–68.

#### Kvartsfinalister i Europacupen
Under säsongen 1968–69 blev AEK, under den jugoslaviske tränaren Branko Stanković, den första grekiska fotbollsklubben att nå kvartsfinal i Europacupen, men blev utslaget av tjeckoslovakiska Spartak Trnava. Värvningar av målvakten Stelios Konstantinidis och backen Apostolos Toskas förstärkte laget och AEK vann sin femte mästerskapstitel 1971. AEK vann också den inofficiella grekiska supercupen 1971 och slog Olympiakos med 4–2 på straffar efter 2 oavgjorda resultat (2–2 i Pireus och 1–1 på Nea Filadelfeia). Mavros, Eleftherakis och Ardizoglou var en del av lagets spelelva som dominerade den grekiska ligan i slutet av 1970-talet.

### 1974–81: Barlos-eran
Loukas Barlos, en framgångsrik industrimagnat, tog över ordförandeskapet och finansieringen av AEK 1974, och med hjälp av tränaren František Fadrhonc byggde han ett av de finaste lagen i klubbens historia. Under Barlos "guld-era" fick man se några av de största spelarna som någonsin har spelat för AEK: Christos Ardizoglou, Giorgos Dedes, Giorgos Skrekis, tyskarna Walter Wagner och Timo Zahnleiter, Dionysis Tsamis, Lakis Nikolaou, Petros Ravousis, Dušan Bajević, Takis Nikoloudis, Stefanos Theodoridis, Babis Intzoglou och Nikos Christidis.

#### Semifinalister i UEFA-cupen'
Med Papaioannou som lagkapten under säsongen 1976/1977 nådde AEK semifinalerna i UEFA-cupen, den första grekiska fotbollsklubben att lyckas med det. AEK slog Dynamo Moskva (Ryssland) med 2–0, Derby County (England) 2–0 och 3–2, Red Star Belgrad (Jugoslavien) 2–0 och QPR (England) 3–0 och 7–6, men blev slutligen utslagna av Gianni Agnellis Juventus, samma turnering där  Juventus dessutom vann sin första europeiska titel.

#### Målmaskinen Thomas Mavros
Det var under Barlos-eran som AEK värvade en av Greklands bästa anfallare, Thomas Mavros, tidernas bästa målskytt i det grekiska mästerskapet. Under de följande åren bildade han och Dušan Bajević en anfallsduo för AEK. Mavros var en viktig del av laget som nådde semifinal i UEFA-cupen 1976, och hans starka målskytte (bästa målskytt 1978 och 1979 – 22 respektive 31 mål) som hjälpte AEK att vinna mästerskapet 1977–78. Tillskottet av tidigare Panathinaikos-stjärnorna Domazos och Eleftherakis till AEK-truppen året därpå ledde till att klubben lyckades nå sitt mest framgångsrika decennium hittills genom att vinna mästerskapet 1979. 
Under Loukas Barlos ledning färdigställdes Nikos Goumas Stadium med tillägget av den ikoniska läktaren Skepasti (Σκεπαστή), som så småningom blev hem för klubbens mest fanatiska supportergruppering, "Original 21".

### 1981-1999
Med den nya presidenten Michalis Arkadis och den österrikiske huvudtränaren Helmut Senekowitsch vann AEK den grekiska cupen 1983 genom att besegra PAOK med 2–0 i den nybyggda Atens Olympiastadion. Thomas Mavros och Vangelis Vlachos var målskyttarna.
AEK jagade också den svårfångade mästerskapstiteln och lyckades till slut vinna ligan 1989. Coachad av före detta spelaren Dušan Bajević tog AEK titeln efter att ha vunnit en avgörande match med 1–0 mot Olympiacos på Atens Olympiastadion. Takis Karagiozopoulos gjorde det avgörande målet som gav AEK sitt första mästerskap på tio år. AEK vann också den grekiska supercupen 1989 där man slog Panathinaikos på straffar efter att matchen slutade oavgjort 1–1.

#### Bajevićs guldlag: Tre mästerskap i rad
Efter triumferna 1989, under Bajević, byggde AEK vad som skulle bli ett av de mest framgångsrika lagen i dess historia. Med lagkapten Stelios Manolas dominerade laget, som inkluderade Toni Savevski, Daniel Batista, Vaios Karagiannis, Vasilis Dimitriadis, Giorgos Savvidis, Alexis Alexandris, Vasilios Tsiartas, Michalis Kasapis, Refik Šabanadžović och Vasilios Borbokisić, säsongerna 91/92, 92/93 och 93/94 och vann dessa. 1990 vann AEK dessutom den enda grekiska ligacupen som någonsin anordnats (Olympiacos 3–2).

### 2000-talet
AEK slutade säsongen 2006/07 som tvåa i ligan efter Olympiakos, och fick därför kvala in till Champions League. Laget blev utslaget mot Sevilla efter förlust i båda matcherna. Olympiakos gavs 3 poäng i efterhand då motståndarlaget Apollon Kalamarias hade spelat med en ej registrerad spelare, Apollon vann den matchen mot Olympiakos. AEK-fansen firade denna säsong som att de vunnit ligan på grund av det beslutet att Olympiakos fick 3 poäng tillbaka 
Säsongen 2012/2013 var en katastrof då klubben hamnade på 15:e plats i ligan vilket betyder nedflyttning till division 2. AEK Aten drabbades av några skandaler under denna säsong, bland annat så gjorde Giorgos Katidis en nazisthälsning efter att han gjort mål. Matchen mellan AEK Aten - Panthrakikos slutade i kaosartade scener efter att en spelare i AEK gjorde självmål, publik stormade in på planen och matchen avbröts och Panthrakikos tillgavs segern med 0-3.
Den 14 maj 2013 ansökte klubben om konkurs och nerflyttning i tredjedivisionen.
Inför säsongen 2013/2014 tog den "nygamla" miljardären Dimitris Melissanidis återigen över klubben för en ny satsning. Han har fått klartecken att bygga AEK:s efterlängtade arena som ska få namnet "Agia Sofia" döpt efter den ortodoxa kyrkan som idag ligger i Istanbul Konstantinopel Arenan kommer att byggas i hemstaden Nea Filadelfia Aten. Kapaciteten förväntas bli ca 33 000–35 000.
Säsongen 2013/2014 blev en enkel resa från tredje divisionen för AEK upp till "Football League" och säsongen 2014/2015 såg AEK ut att ta klivet upp till högsta ligan då man med mer än hälften av säsongen spelad ledde sin grupp överlägset.
Målet 2015/2016 var ligavinst i Super League.

## Klubbens emblem

Palaiologos-dynastin och Bysantinska rikets symbol

År 1924 antog AEK bilden av en dubbelhövdad örn (Δικέφαλος Αετός; Dikéfalos Aetós) som deras emblem. Skapat av grekiska flyktingar från Konstantinopel under åren efter det grekisk-turkiska kriget och efterföljande befolkningsutbyte. Emblemet och färgerna (gult och svart) valdes som en påminnelse om förlorade hemländer och representerar klubbens historiska band till Konstantinopel. Den dubbelhövdade örnen finns med i den grekisk-ortodoxa kyrkans flagga, vars högkvarter ligger i Konstantinopel, och användes som en kejserlig emblem under Palaiologos-dynastin, som var den sista som styrde det bysantinska riket. 

## Spelartrupp
| 1  | Grekland  | Panagiotis Tsintotas    | 4 juli 1993     | Levadiakos (-17)        |
| 16 | Grekland  | Vasilis Chatziemmanouil | 9 augusti 1999  | AEK Aten FC             |
| 23 | Österrike | Cican Stanković         | 4 november 1992 | Red Bull Salzburg (-21) |
| 30 | Grekland  | Panagiotis Ginis        | 23 januari 1999 | Apollon Smyrnis (-17)   |
| 99 | Grekland  | Georgios Theocharis     | 30 juni 2002    | AEK Aten FC             |

| 2  | Grekland                | Michalis Bakakis   | 18 mars 1991     | Panetolikos (-14)     |
| 5  | Grekland                | Stratos Svarnas    | 11 november 1997 | Xanthi (-18)          |
| 12 | Grekland                | Lazaros Rota       | 23 augusti 1997  | Fortuna Sittard (-21) |
| 15 | Slovenien               | Žiga Laci          | 20 juli 2002     | Mura (-20)            |
| 18 | Grekland                | Alexandros Parras  | 12 maj 1998      | Panetolikos (-21)     |
| 19 | Frankrike               | Clément Michelin   | 11 maj 1997      | Lens (-21)            |
| 21 | Bosnien och Hercegovina | Ognjen Vranješ     | 24 oktober 1989  | Anderlecht (-19)      |
| 24 | Grekland                | Gerasimos Mitoglou | 20 oktober 1999  | Volos (-21)           |
| 26 | Iran                    | Ehsan Hajsafi      | 25 februari 1990 | Sepahan (-21)         |
| 31 | Grekland                | Georgios Tzavelas  | 26 november 1987 | Alanyaspor (-21)      |
| 33 | Ukraina                 | Oleg Danchenko     | 1 augusti 1994   | Rubin Kazan (-21)     |
| 37 | Bosnien och Hercegovina | Vedad Radonja      | 6 september 2001 | Dinamo Zagreb (-20)   |
| 40 | Albanien                | Mario Mitaj        | 6 augusti 2003   | AEK Aten FC           |

| 4  | Polen                   | Damian Szymański          | 16 juni 1995     | Akhmat Groznyj (-20)  |
| 6  | Frankrike               | Damien Le Tallec          | 19 april 1990    | Montpellier (-21)     |
| 8  | Portugal                | André Simões              | 16 december 1989 | Moreirense (-15)      |
| 20 | Grekland                | Petros Mantalos           | 31 augusti 1991  | Skoda Xanthi (-14)    |
| 25 | Grekland                | Konstantinos Galanopoulos | 28 december 1997 | AEK Aten FC           |
| 28 | Ukraina                 | Yevgen Shakhov            | 30 november 1990 | Lecce (-20)           |
| 44 | Bosnien och Hercegovina | Anel Šabanadžović         | 24 maj 1999      | Željezničar (-19)     |
| 46 | Grekland                | Konstantinos Roukounakis  | 17 juli 2001     | Apollon Smyrnis (-19) |
| 88 | Schweiz                 | Darko Jevtić              | 8 februari 1993  | Rubin Kazan (-21)     |

| 7  | Marocko             | Nordin Amrabat   | 31 mars 1987     | Al Nassr (-21)            |
| 9  | Trinidad och Tobago | Levi García      | 20 november 1997 | Beitar Jerusalem (-20)    |
| 10 | Iran                | Karim Ansarifard | 3 april 1990     | Al-Sailiya (-20)          |
| 11 | Argentina           | Sergio Araujo    | 28 januari 1992  | Las Palmas (-20)          |
| 17 | Schweiz             | Steven Zuber     | 17 augusti 1991  | Eintracht Frankfurt (-21) |
| 22 | Sverige             | Muamer Tanković  | 22 februari 1995 | Hammarby IF (-20)         |
| 35 | Grekland            | Michalis Kosidis | 9 februari 2002  | AEK Aten FC               |

### Utlånade spelare
| Nr | Land      | Pos | Namn                                                         |
| -- | --------- | --- | ------------------------------------------------------------ |
|    | Grekland  | MF  | Christos Albanis (i Apollon Limassol till 30 juni 2022)      |
|    | Argentina | F   | Emanuel Insúa (i Aldosivi till 31 december 2021)             |
|    | Grekland  | MV  | Georgios Athanasiadis (i Sheriff Tiraspol till 30 juni 2022) |
|    | Grekland  | MF  | Giannis-Fivos Botos (i Go Ahead Eagles till 30 juni 2022)    |

| Nr | Land     | Pos | Namn                                                     |
| -- | -------- | --- | -------------------------------------------------------- |
|    | Serbien  | MF  | Miloš Deletić (i Anorthosis Famagusta till 30 juni 2022) |
|    | Tunisien | F   | Nassim Hnid (i Al-Sailiya till 30 juni 2022)             |
|    | Grekland | MF  | Theodosis Macheras (i Ionikos till 30 juni 2022)         |

## Spelare som spelat för klubben
- Rodolfo Arruabarrena
- Nikos Lymperopoulos
- Jürgen Macho
- Perparim Hetemaj
- Stefano Sorrentino
- Daniel Majstorovic
- Rivaldo
- Demis Nikolaidis
- Bruno Cirillo